# Raïon de Vorotynets
Le raïon de Vorotynets (en russe : Воротынский район) est une entité territoriale (district, ou raïon) de Russie, dépendant administrativement de l'oblast de Nijni Novgorod.
Son chef-lieu administratif est le vilage de Vorotynets.

## Géographie
Le raïon de Vorotynets est situé dans la partie orientale de l’oblast de Nijni Novgorod. Il est limitrophe des raïons de Voskressenskoïe,  Lyskovo, Spasskoïe, Pilna districts de l’oblast de Nijni Novgorod, et des républiques de Tchouvachie et  Mari El.
La rivière Volga divise le raïon en deux parties : la rive gauche avec de grandes forêts, principalement de conifères, et la rive droite - forêt-steppe.
La superficie du raïon de Vorotynets est de 1936 km2. Parmi ceux-ci, 96 500 hectares, soit 49,9 % de l'ensemble du territoire du raïon sont couverts par des forêts, 57 100 hectares par des terres agricoles, dont 41 600 hectares par des terres arables. Parmi les gisements minéraux de la région, il existe des gisements de tourbe.

## Histoire
Le district a été créé en 1929, lors de la nouvelle organisation du territoire, remplaçant les  anciens ouezds. Auparavant, cela faisait partie de l’ouezd de Lyskovo.
Le 15 novembre 1957, une partie du territoire du raïon de Kurmysh , qui était liquidé fut annexée par le raïon de Vorotynets.

## Démographie
Le raïon de Vorotynets avait une population de  14 143 habitants en 2021.
| 1920   | 1939   | 1959   | 1970   | 1979   | 1989   | 2002   |
| ------ | ------ | ------ | ------ | ------ | ------ | ------ |
| 17 666 | 48 806 | 47 703 | 38 017 | 29 815 | 26 230 | 21 844 |

| 2003   | 2006   | 2009   | 2010   | 2011   | 2012   | 2013   |
| ------ | ------ | ------ | ------ | ------ | ------ | ------ |
| 23 500 | 20 119 | 19 832 | 19 411 | 19 282 | 19 195 | 19 327 |

| 2014   | 2015   | 2016   | 2017   | 2018   | 2019   | 2021   |
| ------ | ------ | ------ | ------ | ------ | ------ | ------ |
| 19 343 | 19 011 | 18 733 | 18 492 | 18 262 | 18 025 | 14 143 |

### Urbanisation
La population urbaine (bourgs ouvriers de Vassiloursk et Vorotynets) représente 46,14 % de la population totale de la région.

### Composition nationale
Les habitants les plus anciens de la raïon de Vorotynets sont les Maris. A présent, la majeure partie de la population est russe, il existe de grands groupes nationaux de Tchouvaches et de Maris.

### Structure administrative-territoriale
Le district de Vorotynsky, du point de vue de la structure administrative-territoriale de la région, comprend 11 entités administratives-territoriales, dont 2 bourgs ouvriers et 9 selsoviets.  
| Unité administrative territoriale | Centre administratif | Nombre de villages | Nombre d’ habitants | Superficie (km2). |
| --------------------------------- | -------------------- | ------------------ | ------------------- | ----------------- |
| Selsoviet de Belavka              | Belavka              | 2                  | 904                 | 101,72            |
| Selsoviet de Fokino               | Fokino               | 5                  | 1855                | 91.44             |
| Selsoviet de Kamenka              | Kamenka              | 2                  | 1123                | 442,99            |
| Selsoviet de Krasnaïa Gorka       | Krasnaïa Gorka       | 8                  | 1000                | 113,87            |
| Selsoviet Mikhailovskoïe          | Mikhailovskoïe       | 2                  | 1605                | 529,40            |
| Selsoviet d'Ogniov-Maidan         | Ogniov-Maïdan        | 9                  | 1076                | 98.13             |
| Selsoviet d'Otary                 | Otary                | 8                  | 916                 | 67.13             |
| Selsoviet de Semiany              | Semiany              | 12                 | 1412                | 148,60            |
| Selsoviet de Tchougouny           | Tchougouny           | 7                  | 934                 | 87,96             |
| bourg ouvrier de Vasilsursk       | Vassiloursk          | 2                  | 1064                | 17.27             |
| bourg ouvrier de Vorotynets       | Vorotynets           | 1                  | 6136                | 76.37             |

## Économie

### Industrie
Les principales entreprises industrielles du raïon sont : la distillerie de Tchougouny, la crémerie  de Vorotynets, l'Association des boulangeries de  Vorotynets, l'entreprise forestière de Mikhailovskoïe et la branche Vorotynets de NOPO. La production de la distillerie de Tchougouny représente 66 % de la production industrielle du raïon.

### Agriculture
L'agriculture du raïon est représentée par 15 grandes entreprises ainsi que par des exploitations paysannes et des parcelles subsidiaires personnelles. L'agriculture agricole est représentée principalement par la culture de céréales et plantes fourragères (blé, orge, avoine, pois, trèfle, luzerne, phleum). Il y a deux fermes semencières d'élite : « Semiany » et la ferme collective « Belavka ».
Dans l’élevage, l’accent est mis sur la production de produits laitiers.

## Personnalités
- Avenir Alekseïevich Atlaskine, agronome, héros du travail socialiste (né à Vassiloursk).
- Sergueï Petrovitch Grichanov, général de division, commissaire militaire de l’oblast de Voronej
- Evgueni Fedorovitch Kamnev, membre de l'Académie internationale des telecommunications
- Vladimir Gueorguievitch Koutchinev, colonel, commandant de division (né à Vassiloursk).
- Mikhaïl Semionovittch Malov, héros de l'Union soviétique (né à Nefedikha).
- Nikolai Pavloviich Massonov, colonel, héros de l'Union soviétique (né à Vassiloursk).
- Vassili Fedorovitch Morozov, héros de l'Union soviétique (né à Mikhailovskoïe).
- Lev Vassilievitch Ovsiannikov, membre de l'Académie des sciences de l'URSS et de l'Académie des sciences de Russie (né à Vassiloursk).
- Aleksandr Konstantinovitch Perfilov, artiste émérite de la RSFSR, artiste du Théâtre académique d'opéra et de ballet (né à Fokino).
- Semion Ivanovitch Petrov, héros de l'Union soviétique
- Memnon Petroviitch Petrovski, Membre correspondant de l'Académie des sciences de Saint-Pétersbourg. (né à Vassiloursk).
- Mikhaïl Alekseïevitch Prosvirnov, héros de l'Union soviétique (né à Vassiloursk)..
- Vassili Ivanovitch Prokhorov, général de division, commandant de division (né à Khmeliovka).